# Свисток

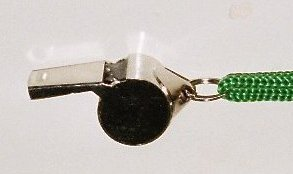
Свисток

Свисто́к (сюрчок, розм. сви́стик, сви́щик, свиста́ло, свиста́вка, свиста́чка) — пристрій з отвором, що видає звук високої частоти (свист або писк) при продуванні через нього повітря, вид газоструменевих випромінювачів.

## Застосування
Свисток — стародавній музичний інструмент. На ньому засновано безліч інших аналогічних духових інструментів. Також іноді він у чистому вигляді використовується в оркестрах народних інструментів.
Свисток часто використовується як дитяча іграшка.
У сухопутних військах вживається для подачі сигналу в ланцюзі; понад те, свисток належить мати вартовому на посту для виклику з караульного будинку розвідного. На військових суднах найбільш вживані накази команді передаються свистками допомогою особливої боцманської дудки (у кілька тонів), що є в нижніх чинів унтер-офіцерських звань. Свистки знайшли широке застосування для подачі сигналів арбітрами спортивних змагань.
Ультразвуковий свисток застосовується в кінології для закликання собак.

## Галерея

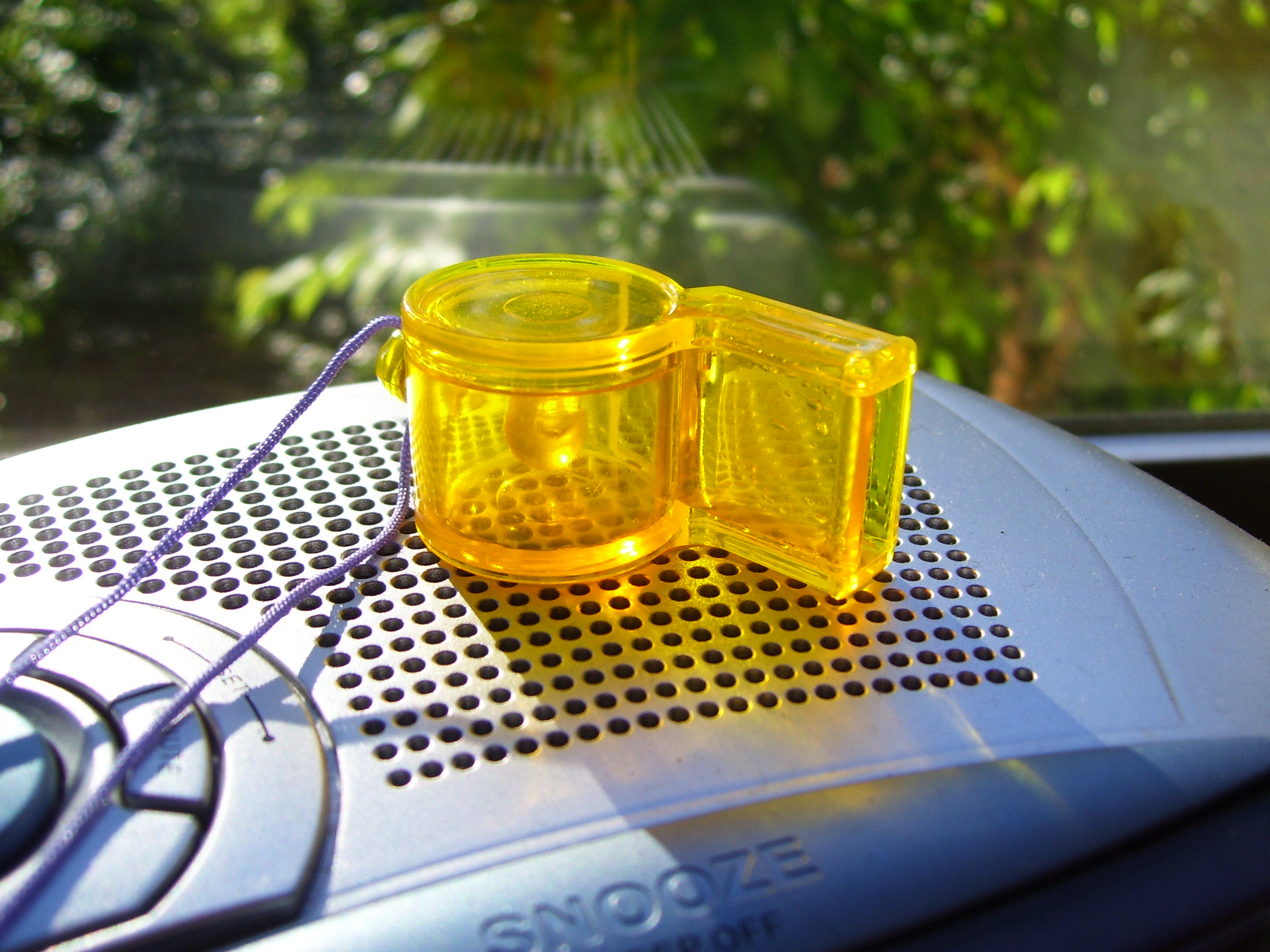
Розважальний свисток
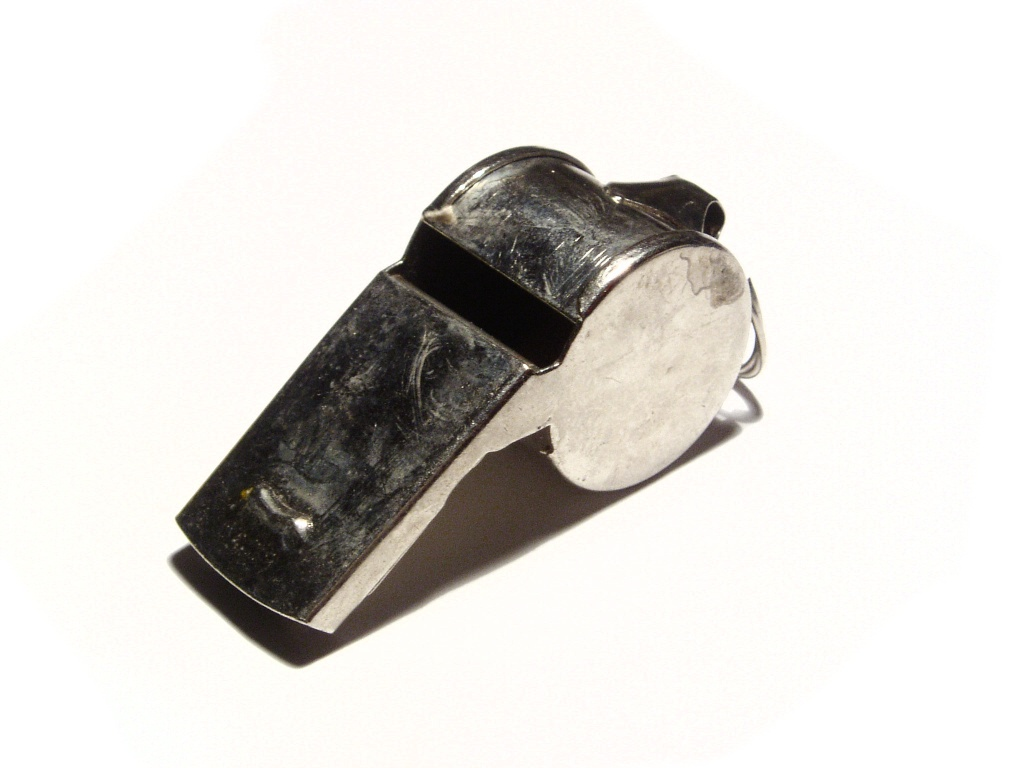
Металевий свисток
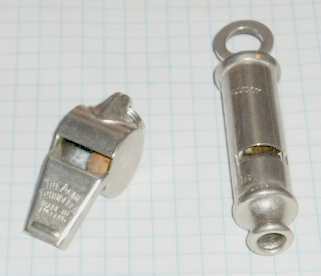
Поліційні свистки
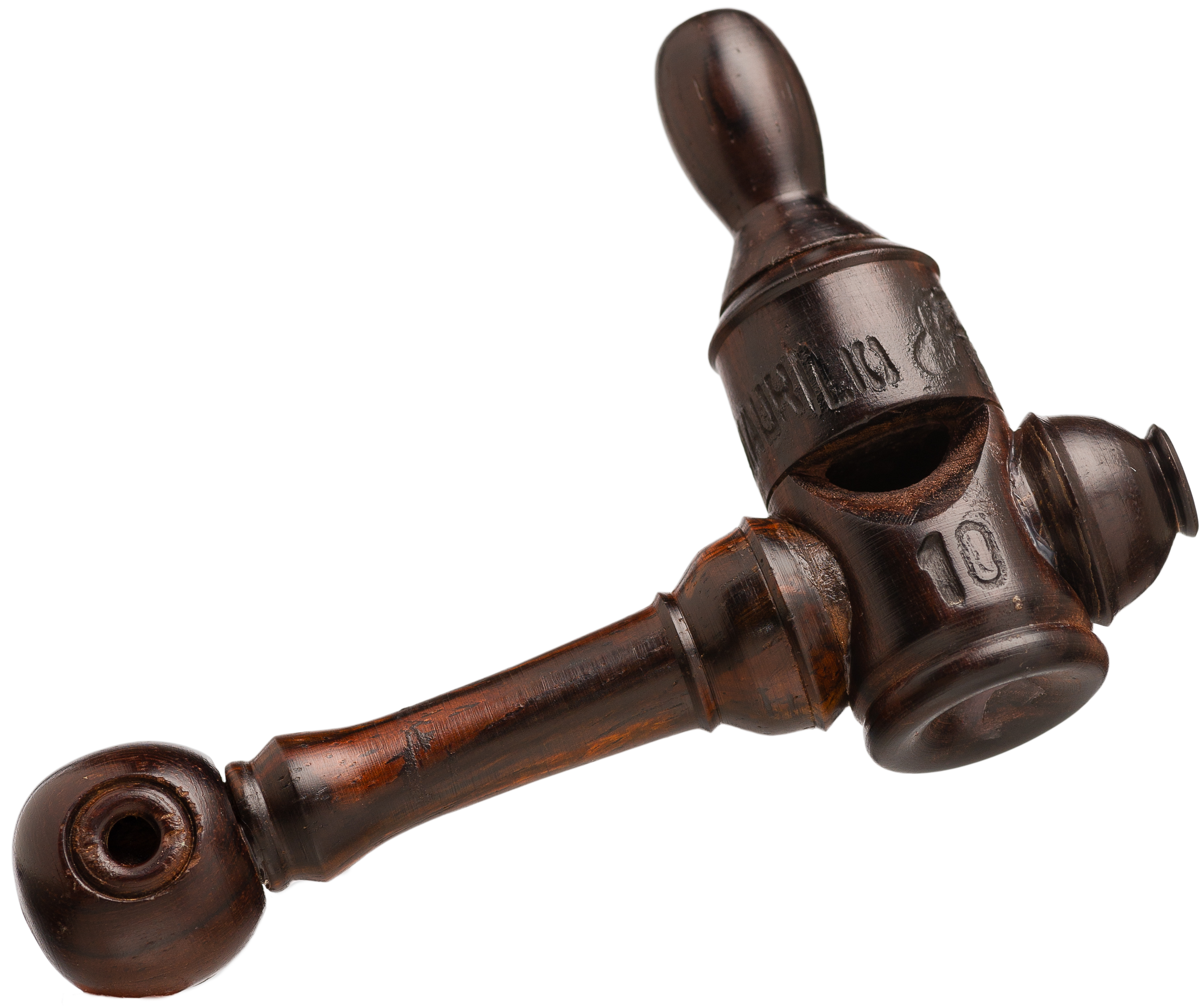
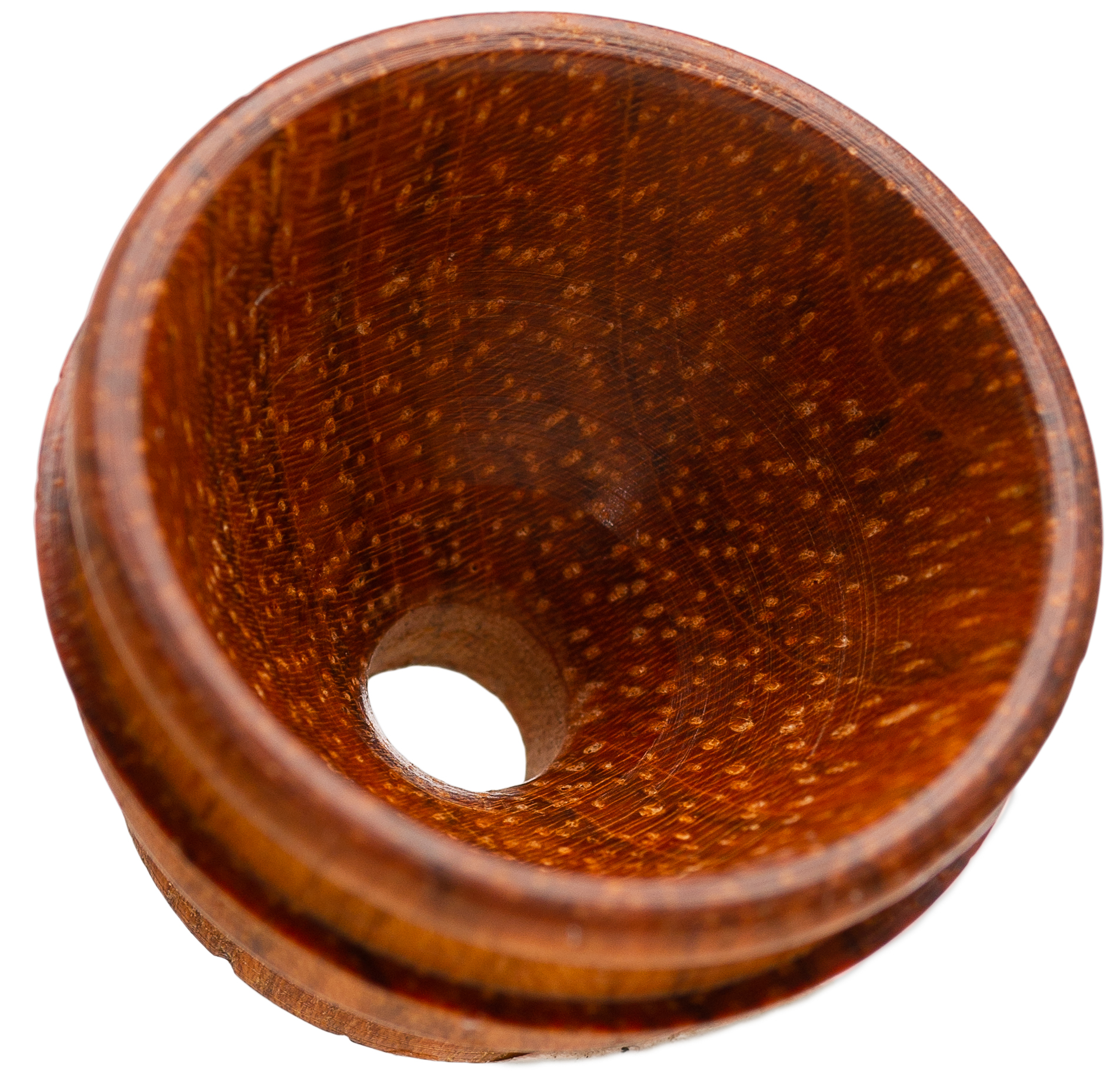
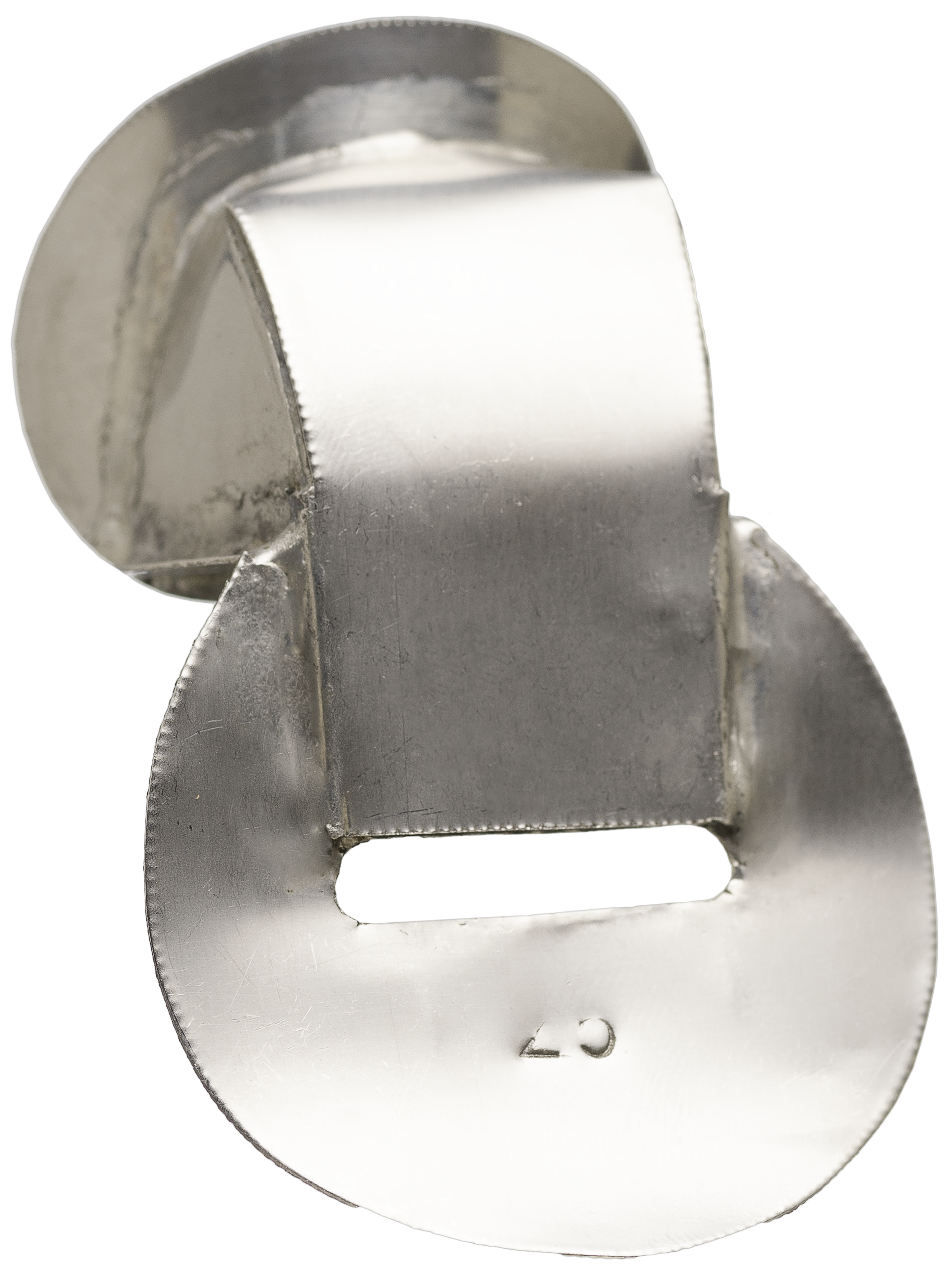